# Strongylosoma nadari
Strongylosoma nadari är en mångfotingart som beskrevs av Henri W. Brölemann 1896. Strongylosoma nadari ingår i släktet Strongylosoma och familjen orangeridubbelfotingar. Inga underarter finns listade i Catalogue of Life.